# التحالف الديمقراطي من أجل مصر
التحالف الديمقراطي من أجل مصر تحالف سياسي تأسس شهر يونيو 2011 بدعوة من حزبي الوفد والحرية والعدالة، وحمل شعار «نحمل الخير لمصر» ضم 11 حزباً سياسياً مصرياً من مختلف التيارات أشهر تلك الأحزاب هي حزب الحرية والعدالة المنبثق من جماعة الإخوان المسلمين وحزب العمل الإسلامي وحزب الكرامة الناصري وحزب غد الثورة الليبرالي (مؤسسه أيمن نور). يهدف التحالف لدعم التوافق الوطني عن طريق التنسيق السياسي والانتخابي بين أحزاب التحالف للوصول لبرلمان قوي خالي من «فلول النظام السابق».
صرح حزب البناء والتنمية الذراع السياسي للجماعة الإسلامية في بيان له أنه كان يسعى لتكوين تحالف واسع يضم كافة القوى السياسية الإسلامية والليبرالية واليسارية، لكن الدعوة لم يقبل بها الجميع، ما جعل الحزب يقرر الدخول في التحالف الديمقراطي، لكن مع بدء المفاوضات الأولية وجد أن «التحالف الديمقراطي بدأ في التلاشي بعد انسحاب العديد من الأحزاب الإسلامية والليبرالية واليسارية بعد أن تأكدت جميع الأحزاب المختلفة أن التحالف الديمقراطي يفتقر إلى آلية تشاورية صحيحة تتيح الوصول إلى تنسيق انتخابي يحقق تمثيلاً عادلاً للأحزاب السياسية»، فقرر الدخول في تحالف الكتلة الإسلامية.

## مواقف
- هدد بمقاطعة الانتخابات للتعبير عن رفض قانون الانتخابات الذي أصدر في سبتمبر 2011.[5]
- دعم المجلس الوطني السوري باعتباره الممثل الشرعي الوحيد للشعب السوري.[6]

## أحزاب التحالف
يتألف التحالف من 11 حزب سياسي من مختلف التيارات السياسية المصري. الأحزاب الإحدى عشر هي
- الحرية والعدالة
- الكرامة
- غد الثورة
- العمل
- الإصلاح والنهضة
- الحضارة
- الإصلاح
- الجيل الديمقراطي
- مصر العربي الاشتراكي
- الأحرار
- الحرية والتنمية [7]

قرر حزب الوفد الانسحاب من التحالف في 5 أكتوبر 2011 وخوض الانتخابات بقائمة منفردة معللا ذلك برغبته في طرح عدد من المرشحين أكبر مما يسمح به اتفاق التحالف، ولكنه أكد على استمرار التنسيق السياسي مع أحزاب التحالف.
وكان حزب النور قد انسحب من التحالف في سبتمبر. ثم انسحبت عدة أحزاب في أكتوبر 2011 اعتراضا على نسب تمثيلهم في قائمة التحالف الانتخابية، منهم الحزب العربي الديمقراطي الناصري.